# 神崎順
神崎 順（かんざき じゅん- 、9月4日 - ）は東京都世田谷区出身の舞台俳優。E・S・P所属。身長172cm。桐朋学園大学短期大学部芸術科演劇専攻出身、愛称はJunJun。

## プロフィール
幼少より日本舞踊を始める。その後、渡辺プロダクション『東京音楽学院』に入学。CM・TV等に出演。桐朋学園大学短期大学部芸術科演劇専攻出身。
作曲家宮川泰が主催するミュージカルスクール『アメリカン・コミック』に首席で入学。女優・清川虹子に見出され芸能界へ｡フジテレビ『正義の味方株式会社』にレギュラー出演し、「セクシー・クイーン｣でレコードデビューも果たす。
その後、活動の場を舞台へと移し、『眠れる森の美女』、『ハウ･トゥ･サクシード』、『サタデーナイトフィーバー』、『シェルブールの雨傘』、『地球ゴージャス』、『クラウディア』、『石川五右衛門』等、様々な舞台に出演。『レ・ミゼラブル』にも出演するなど、多方面で活動している。
ハートを届けられる歌唱力と華やかな容姿を武器に、レビューやショーでの呼び声高く、出演だけにとどまらず振付や演出でも力を発揮し、多彩な才能を開花させている。レビューの文化を絶やさぬ為に、レビューカンパニーE･S･Pを設立。華やかで美しいオリジナル作品を多数創作している。
2012年5月に、かわさき産業親善大使に任命され、川崎市の文化発展のために尽力。
2014年にはレビューの次世代スターとしてボーイズレビューユニット10caratsの結成・プロデュースを始めると共に、レビュー公演「Fabulous Revue Boys」シリーズ開始。日劇ダンシングチーム・宝塚歌劇団・OSK日本歌劇団・松竹歌劇団・ボーイズレビューの5大レビューが集結した豪華公演を繰り広げている。
2017年からは川崎市麻生区をホームグラウンドとし、10caratsと共に川崎から世界へレビューを発信している。
地域貢献にも力を注いでおり、2017年・2019年に麻生署の一日警察署長を務め、交番の日に交通安全レビューショーを行ったり詐欺撲滅運動に貢献。
2017～2019年の「Kirara@アートしんゆり」新百合ヶ丘駅イルミネーションにてショーアップされた点灯式、2017～2019年「細山神明社例大祭」でのレビューショー、2017年百合丘小学校にてレビュー体験を含む演劇鑑賞会、社会福祉法人一廣会かないばら苑でのレビューショーやオンラインイベント出演、2021年より麻生老人福祉センターにてレビュー講座を開講するなど、様々な活動を行っている。
また、長年に亘る芸能活動と、レビューという文化を守り続け芸道に精進して来たことや、海外でのレビュー公演を通じて日本と各国との友好親善に貢献を果たしてきた実績が認められ、2016年12月7日に日本三大宮様賞である東久邇宮国際文化褒賞を授章。
2024年7月1日には、川崎市市制100周年記念として、長きにわたり川崎市の発展に寄与してきた功績が認められ、市政功労賞を受賞。

## 出演作品

### 舞台
- ミュージカルコメディ『トラブルショー』
- 『親鸞－わが心のアジャセ－』
- 『〜天翔る盗賊〜 石川五右衛門』
- 『阿国歌舞伎－いいご縁をさずかりに－』
- 松井誠御園座公演
- 松井誠明治座公演
- 松井誠新歌舞伎座公演
- 松井誠全国ツアー
- 『江利チエミ物語』
- 『GIRLS KNIGHT』
- 『みにくいアヒルの子』
- 『Mr. PINSTRIPE』
- 『テネシーワルツ－江利チエミ物語－』
- 『DOKI DOKI Night』
- 地球ゴージャス『クラウディア』
- アプレ宝塚vol.3『Happy unHappy』
- 『森は生きている』
- 『SATURDAY NIGHT FEVER』
- 『The Singers FINAL』
- 『池畑慎之介 vs ピーター』
- 『ジョセフィン－虹を夢みて－』
- 『You're not alone』
- 『The Singers-JAZZ COCKTAIL－』
- 『ハウ・トゥ・サクシード』
- 『シェルブールの雨傘』
- 『ワルツが聞こえる？』
- 『レ・ミゼラブル』
- 『ハウ・トゥ・デイト2』
- 『眠れる森の美女』
- 『ファニー』

### ディナーショー・リサイタル・イベント
- エクシブ山中湖ディナーショー『Legendary』
- 聖徳大学 芸術鑑賞会『Legendary』
- HAWAIIアラモアナセンターステージ『FABULOUS REVUE BOYS』
- 佐藤栄学園後援会 懇親会『Legendary〜Special Edition〜』
- 京都きもの友禅 顧客イベント『きものdeレビュー』
- エクシブ伊豆ディナーショー『Legendary』
- 神崎順リサイタル『Moment of Love』
- 神崎順ソロライブ『ETERNITY』
- 神崎順ディナーショー『INFINITY』
- 松井誠ディナーショー
- 『お花見宴遊会』
- 盲導犬チャリティディナーショー
- 神崎順ライブ『ミュージカルの調べ』
- 小柳ルミ子ディナーショー
- 七條慶紀ヘアーカットショー　ゲスト出演
- 絵麻緒ゆうディナーショー　ゲスト出演
- 神崎順ディナーショー『DESTINY』
- 第31回東京モーターショー本田ブース
- 上月晃リサイタル『ピアフに捧ぐ』
- 清川虹子・関口悦郎リサイタル『CRY』ゲスト出演
- 湘南フェスティバル『マリンスポーツフェスティバル』
- ららぽーとパート2 ライダースコーナーDJボックス『UJベストリクエスト』
- 横浜博『大観覧車』ポカリスエットSP
- 湘南フェスティバル『マリンスポーツフェスティバル』

### オリジナルレビュー
- 10 carats『FABULOUS REVUE BOYS VI』
- 10 carats『FABULOUS REVUE BOYS V』
- 10 carats『FABULOUS REVUE BOYS IV』
- 10 carats『FABULOUS REVUE BOYS III』
- 10 carats『FABULOUS REVUE BOYS II』
- 10 carats『FABULOUS REVUE BOYS』
- 『Legendary VI  -The Show of Dream-』
- 『Legendary V  -The Show of Dream-』
- 『Legendary IV  -The Show of Dream-』
- 『Legendary III  -The Show of Dream-』
- 『Legendary II  -The Show of Dream-』
- THE SHOW『EXTENSION! II』
- 『Legendary  -The Show of Dream-』
- THE SHOW『EXTENSION!』
- 『Welcome to Jubilee IX ―LEGEND OF DREAM―』
- 『Welcome to Jubilee VIII ―SPECIAL EDITION―』
- 『Welcome to Jubilee VII ―Special Moment―』
- 『Welcome to Jubilee VI ―The Revue Dream―』
- 『Welcome to Jubilee V ―Special Dream―』
- 『Welcome to Jubilee IV ―Special Summer Dream―』
- ぱしふぃっくびいなす船上レビュー『Around the World』
- 『Welcome to Jubilee III ―Show Up Musical―』
- 『Welcome to Jubilee II ―Special Winter Dream―』
- 『Welcome to Jubilee I ―Special Summer Dream―』
- 『DESTINY II』
- 『アデュー2004 Revue Assort』
- 『MELODIOUS ENCHANTMENT』
- 『Excellent night』
- 『アデュー2003 Special Dream』
- 『ETERNAL DREAM』
- ミュージカル『With－愛のラプソディ－』
- 『Jubilee Time』
- 『Festival of Sters』
- 『Sterlight Dreamer』
- 『スーパーグランドレビューショーミレニアム2000』
- 『星降る夜にセレナーデ』
- 『DESTINY』

### テレビ
- 『正義の味方株式会社』
- 『キスより簡単』
- 『いただきます』
- 『正義の味方株式会社』
- 『夕やけニャンニャン』

### ラジオ
- 『佐倉しおりの乙女学園リボン組』
- 『おいしいラジオYBC』

### レコード
- 『セクシー・クイーン／夕焼けグラデーション』(オリエント)

### 振付
- 松井誠御園座公演　洋舞
- 松井誠明治座公演　洋舞
- 松井誠全国ツアー　洋舞
- 松井誠新歌舞伎座公演　洋舞
- 『ボーダレス－天使の休息－』フィナーレ